# Grevillea rosmarinifolia

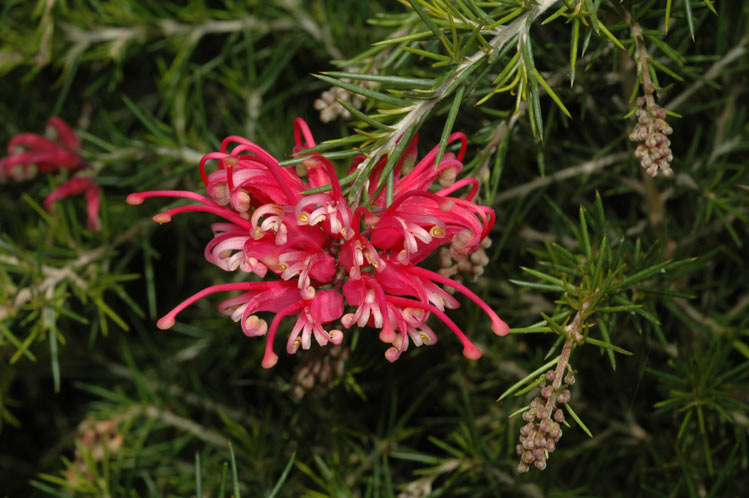
Subespécie glabella

A Grevillea rosmarinifolia é uma espécie de planta com flor da família Proteaceae, endêmica do sudeste da Austrália continental e naturalizada em outras partes do país. Geralmente é um arbusto ereto, compacto a aberto, com folhas lineares, estreitamente elípticas ou estreitamente oblongas com as bordas enroladas e cachos soltos de flores rosa a vermelhas.

## Descrição
A Grevillea rosmarinifolia é geralmente um arbusto ereto, compacto a aberto, às vezes baixo, que normalmente atinge uma altura de 0,3 a 2 m. Suas folhas são lineares a estreitamente elípticas ou estreitamente oblongas, com 8 a 38 mm de comprimento e 0,7 a 3 mm de largura, com as bordas enroladas para baixo, geralmente ocultando a superfície inferior. As flores estão dispostas nas extremidades dos ramos, geralmente em grupos de 4 a 12 em um ráquis glabro de 2 a 8 mm de comprimento. As flores são rosa a vermelhas, com o pistilo de 15 a 22,5 mm de comprimento. A floração ocorre de agosto a dezembro e o fruto é um folículo peludo e oblongo com 8-11 mm de comprimento.

## Taxonomia
A Grevillea rosmarinifolia foi descrita formalmente pela primeira vez em 1825 por Allan Cunningham, no livro de Barron Field [en], Geographical Memoirs on New South Wales, a partir de espécimes coletados nas margens do rio Coxs [en]. O epíteto específico (rosmarinifolia) significa “folhas de alecrim".
Em 2000, Robert Owen Makinson [en] descreveu duas subespécies de G. rosmarinifolia, e os nomes são aceitos pelo Censo Australiano de Plantas [en]:
- Grevillea rosmarinifolia subsp. glabella (R.Br.) Makinson[10] é um arbusto muito ramificado e arredondado, normalmente com 0,8-2 m de altura, com folhas lineares a mais ou menos cilíndricas, aglomeradas, com 8-15 mm de comprimento e 0,7-0,8 mm de largura, a superfície inferior totalmente oculta.[11][12][13]

- Grevillea rosmarinifolia subsp. rosmarinifolia (A.Cunn.)[14] é um arbusto compacto a aberto, geralmente de 0,3 a 2 m de altura, com folhas geralmente bem espaçadas, lineares a estreitamente elípticas a estreitamente oblongas, de 0,8 a 3,8 mm de comprimento e 0,7 a 3 mm de largura, com a superfície inferior às vezes parcialmente exposta.[15][16][17]

## Distribuição e habitat
A Grevillea rosmarinifolia é nativa de Nova Gales do Sul e Victoria, mas é naturalizada na Austrália Meridional e no Território da Capital Australiana. A subespécie glabella cresce em mallee ou arbustos em solos arenosos na área de Rankins Springs [en] a Griffith, no sul de Nova Gales do Sul, e na área do Parque Nacional Little Desert, no oeste de Victoria. A subespécie rosmarinifolia cresce em florestas abertas ou bosques em biomas montanos do sudeste de Nova Gales do Sul e em áreas isoladas do interior de Victoria, entre Gippsland, Melbourne, Skipton [en] e Parque Nacional da Cordilheira de Brisbane [en].

## Uso na horticultura
Essa planta é comum no cultivo e todas as formas são facilmente cultivadas a partir de estaquia. Acredita-se que a forma-tipo do rio Coxs esteja extinta no campo, mas foi redescoberta por Donald McGillivray [en] crescendo fora do Real Jardim Botânico de Edimburgo em 1969. A Grevillea rosmarinifolia prefere sol pleno. É tolerante à seca e resistente a até -10 °C. No Reino Unido, ela recebeu o Prêmio de Mérito de Jardim [en] da Royal Horticultural Society.